# 霍恩 (圖爾高州)

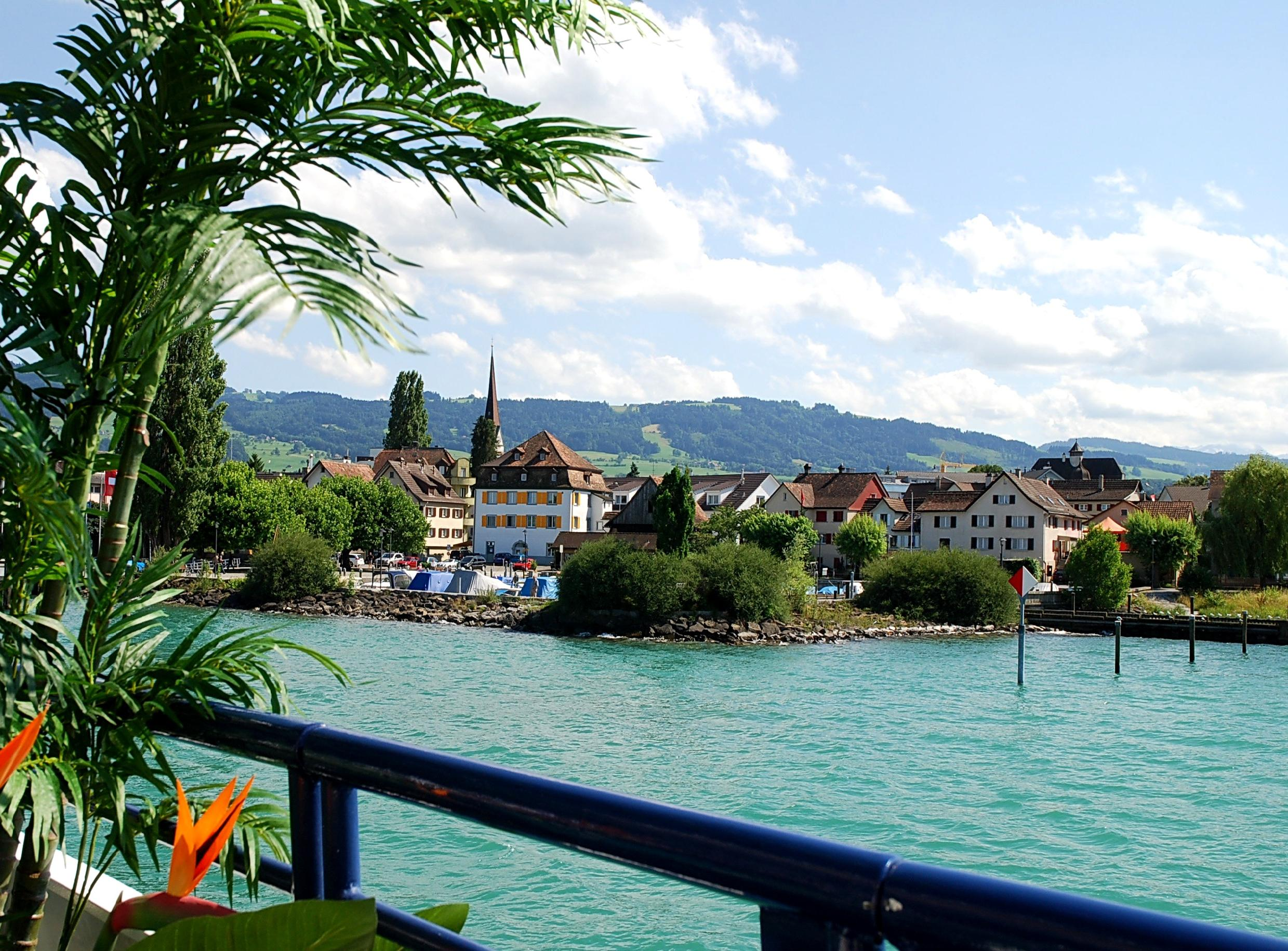

霍恩是瑞士的城鎮，位於該國東北部，由圖爾高州負責管轄，面積1.72平方公里，海拔高度402米，2012年人口2,579，一半人口信奉羅馬天主教，人口密度每平方公里1499人。